# Apaf-1
La proteïna Apaf-1 (Apoptosis protease-activating factor-1) és un regulador clau de la via apoptòtica mitocondrial, sent l'element central del complex multimèric anomenat apoptosoma, format també per la procaspasa-9 i el citocrom c.
Les activitats Apaf es van descriure per primera vegada en experiments in vitro per recuperar l'activitat caspasa a partir de fraccions citosòliques de cèl·lules HeLa. Apaf-1 va resultar ser una molècula adaptadora amb homologia amb la proteïna CED-4 de C. elegans, mentre que Apaf-2 i Apaf-3 van ser identificats com el citocrom ci la caspasa-9 respectivament (Zou et al. 1997).

## La formació de l'apoptosoma
La formació de l'estructura de l'apoptosoma es desencadena amb l'alliberament del mitocondri del citocrom c intervingut per la família Bcl-2. Un cop alliberat, el citocrom c s'uneix a Apaf-1 formant un primer complex. Aquesta unió ve definida per l'existència en l'extrem C-terminal d'Apaf-1 de diversos dominis WD40 d'unió proteïna-proteïna com els presents en la subunitat b de les proteïnes G heterotrimèriques. Apaf-1 presenta també un domini de reclutament de caspases (CARD) que, en condicions d'inactivitat, estaria "segrestat" per dos dels dominis WD40, però que s'allibera amb la unió del citocrom c. L'exposició dels dominis CARD permet a Apaf-1 reclutar la procaspasa-9 en presència de dATP que intervé l'oligomerització del complex. Un cop unida, la procaspasa-9 té un autoprocessament donant lloc a la seva forma activa de caspasa-9, una caspasa iniciadora capaç d'activar caspases efectores com la caspasa-3. Aquesta successió d'esdeveniments acaba desembocant en l'activació d'altres caspases i de factors de degradació d'ADN que s'encarregarien de fragmentar el material genètic.